# Feeling B
Feeling B foi uma das primeiras bandas punk rock da RDA (Alemanha Oriental) a serem autorizados a se apresentarem em shows e a gravarem em músicas, pois antes era considerado uma influência do ocidente. Consistia em músicas alternativas e de críticas ao sistema do lado leste. Foi formada em 1983, em Berlim, e se separou em meados dos anos 90.
Três integrantes da banda (o tecladista Christian Lorenz, o baterista  Christoph Schneider e o guitarrista Paul Landers) mais tarde integrariam o bem-sucedido grupo Rammstein.
Em 9 de novembro de 1989, quando o Muro de Berlim caiu, o Feeling B estava tocando na Berlim Ocidental como parte de uma turnê patrocinada pelo governo socialista para promover o lado oriental. Christian notou alguns amigos em meio à plateia e estranhou a presença deles; depois, ele foi informado da queda da muro. A banda não conseguiu voltar para casa naquela noite, pois todas as brechas abertas no muro estavam lotadas.
O Feeling B lançou dois álbuns após a queda (Wir kriegen Euch alle de 1991 e Die Maske des Roten Todes em 1993), ambos dos quais foram mais bem-sucedidos que o antecessor deles, Segundo Christian.

## Membros
- Aljoscha Rompe (morto) - vocalista
- Christian "Flake" Lorenz - tecladista (atualmente tecladista do Rammstein)
- Paul Landers - guitarrista (atual guitarrista-rítmico do Rammstein)
- Alexander Kriening - baterista
- Christoph Zimermann - baixista
- Christoph "Doom" Schneider - baterista (entre 1990 e 1993 - atual baterista do Rammstein)

## Discografia
- Hea Hoa Hea Hoa Hea Hoa (1989)
- Wir kriegen euch alle (1991)
- Wir euch alle kriegen (1991)
- Die Maske des Roten Todes (1993)
- Grün & Blau (2007) Grün & Blau